# Antioche
« Antioche » redirige ici. Pour les autres significations, voir Antioche (homonymie).
Antioche, ou Antioche-sur-l'Oronte (en grec ancien : Ἀντιόχεια ἡ ἐπὶ Ὀρόντου / Antiókheia hē epì Oróntou ; en latin : Antiochia ad Orontem) afin de la distinguer des autres Antioche plus récentes, est une ville historique originellement fondée sur la rive gauche de l'Oronte dans la Syrie historique et qu'occupe la ville moderne d'Antakya, en Turquie. C'était l'une des villes d'arrivée de la route de la soie.

## Histoire

### Fondation
Fondée vers 300 av. J.-C. par Séleucos Ier Nicator après sa victoire d'Ipsos sur Antigone le Borgne, il l'appelle Antiocheia (en grec ancien : Ἀντιόχεια) en souvenir de son père Antiochos. La ville connaît un essor démographique rapide car elle est créée par synœcisme de plusieurs bourgs avoisinants, Lopolis, Jope, Meroe et Bottia, (le synœcisme est la réunion de plusieurs villages pour fonder une polis), synœcisme amplifié par l'adjonction de 3 500 familles macédoniennes et grecques déplacées d'Antigonie, l'ancienne capitale de son rival située 9 km en amont sur l'Oronte. 
Bâtie initialement en retrait de la rive gauche du fleuve en raison des risques d'inondations, elle est conçue sur un plan hippodamien à l'image d'Alexandrie. Elle se veut en être la concurrente dans la région. Antioche devient l'une des grandes villes de l'époque. Les immigrants et en particulier, fait rare, les Juifs, y obtiennent les mêmes droits que les autres habitants.
On la connaît aussi sous le nom d’Antioche sur l'Oronte afin de la distinguer des quinze autres Antioche créées par le monarque et d’Antioche épi [près de] Daphnè, du nom d'un bois sacré voisin consacré à Apollon et dans lequel Séleucos éleva un temple au dieu tutélaire des Séleucides.
La première Antioche, dont Séleucos confia la construction à une commission de trois superviseurs, Attaios, Péritas et Anaxicratès, ne comprenait que deux quartiers : ce qui devait devenir le quartier royal, dans l’île, et le quartier sud. Elle fut entourée d’une enceinte (dont il ne reste rien) conçue par l’architecte Xénaïos.
Légende tardive ou souvenir d’un rite barbare, Jean Malalas explique que la fondation d’Antioche est marquée par un sacrifice humain, celui d’une jeune fille nommée Aimathè. Elle est alors considérée comme une déesse, la Tyché (la Fortune), et son sanctuaire fondé par Séleucos devient l’un des plus importants de la cité. Le roi commande une statue au sculpteur Eutychidès de Sicyone, œuvre monumentale qui va devenir une des plus célèbres du monde grec : elle représentait la jeune fille voilée, couronnée de tours, tenant à la main des épis de blé, assise sur un rocher qui symbolise le mont Silpios ; à ses pieds apparaît à partir de la taille un jeune nageur étendant les bras, et représentant l’Oronte. Le roi fonde aussi d’autres sanctuaires pour la ville nouvelle : celui de Zeus Bottaios, un dieu macédonien, et dans les environs un temple d’Athéna avec une belle statue de bronze pour les colons athéniens venus d’Antigonéia, ainsi qu’un bois sacré de cyprès à proximité du Daphneion, le « sanctuaire du Laurier » consacré à Apollon, sur les hauteurs de Daphnè au sud-ouest.
Particulièrement bien située, à la charnière des voies conduisant vers l'Anatolie, la Mésopotamie et la Judée, et sur l'Oronte alors navigable, Antioche devient la capitale du royaume séleucide et l'un des principaux centres de diffusion de la culture hellénistique. La ville se pose très tôt en rivale d'Alexandrie.
La ville est dans la plaine fertile de l'Amuq, abritée par de petits massifs montagneux (le mont Staurin et le mont Silpion) qui défendent son approche et fournissent des piémonts aisés à fortifier. Elle est sans cesse agrandie, ce qui lui vaut la qualification de Tétrapole (cité quadruple : Apamée, Laodicée de Syrie (Lattaquié), Antioche et Séleucie de Piérie) par le géographe Strabon. Au milieu de l'Oronte, il y avait une île aménagée sous Antiochos III avec la construction du palais ou quartier royal, et au sud de cette île, la cité fondée par Séleucos avec ses rues parallèles au fleuve. Plus au sud encore le quartier d'Epiphaneia dont Antiochos IV Épiphane voulut faire le centre politique de la cité. Elle est peuplée de Grecs, de Syriens rapidement hellénisés. C’est une cité florissante et prospère (industrie textile, joaillerie, produits de luxe) mais qui ne peut rivaliser ni avec Alexandrie ni avec Pergame comme foyer littéraire et artistique.
La cité compte de 300 000 à 400 000 habitants à la fin de la période hellénistique. Son urbanisme (rues à angle droit) et ses institutions (boulè et archontes) sont ceux d’une polis (cité), qui peut se comporter à l’occasion comme un État souverain, surtout en cas d’affaiblissement du pouvoir royal. En 83 av. J.-C., les Antiochiens n’hésitent pas à lâcher la dynastie séleucide et à demander la protection du roi d’Arménie Tigrane II.

### Antioche romaine

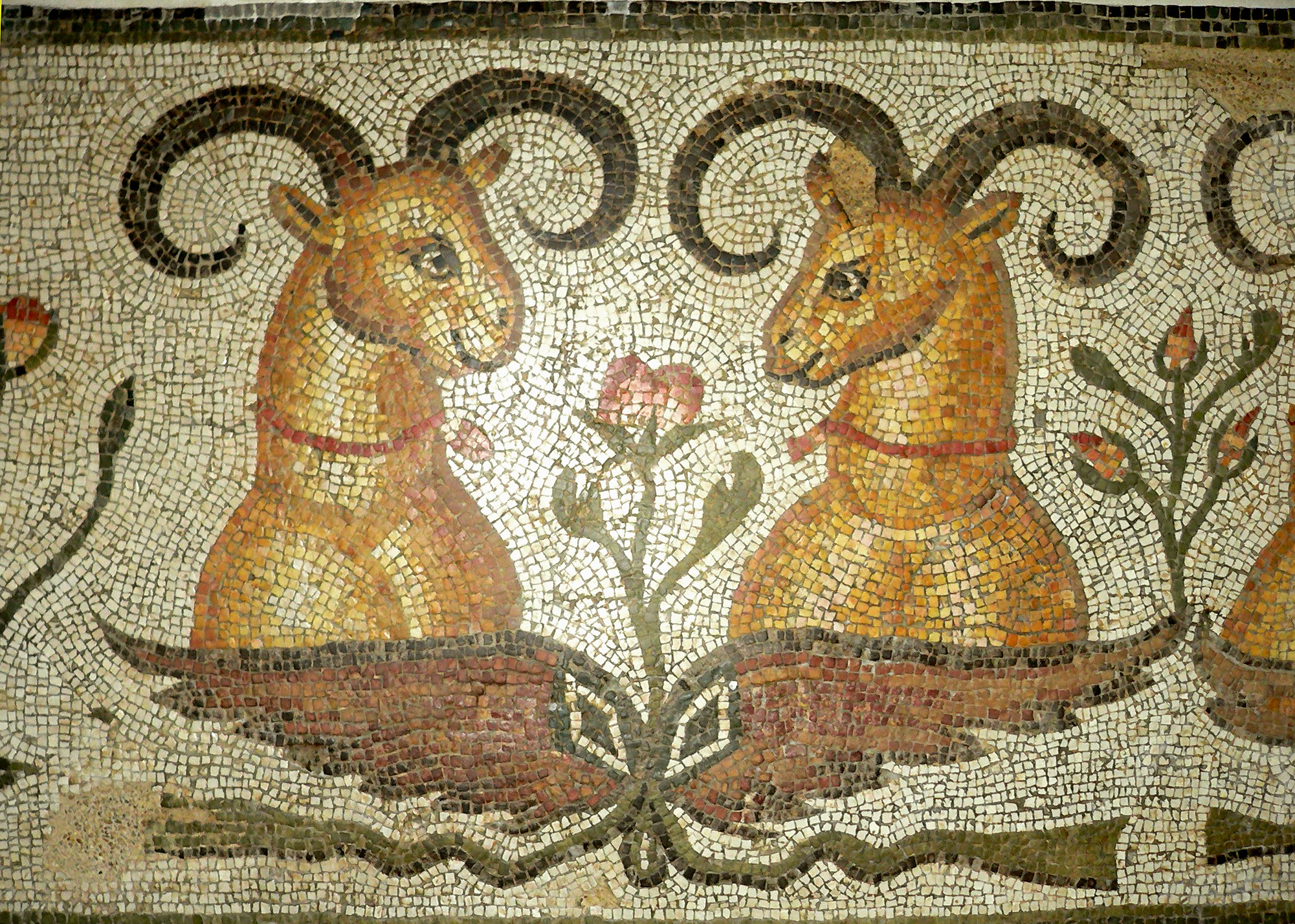
Antioche, mosaïque, bouquetins (détail), musée du Louvre.

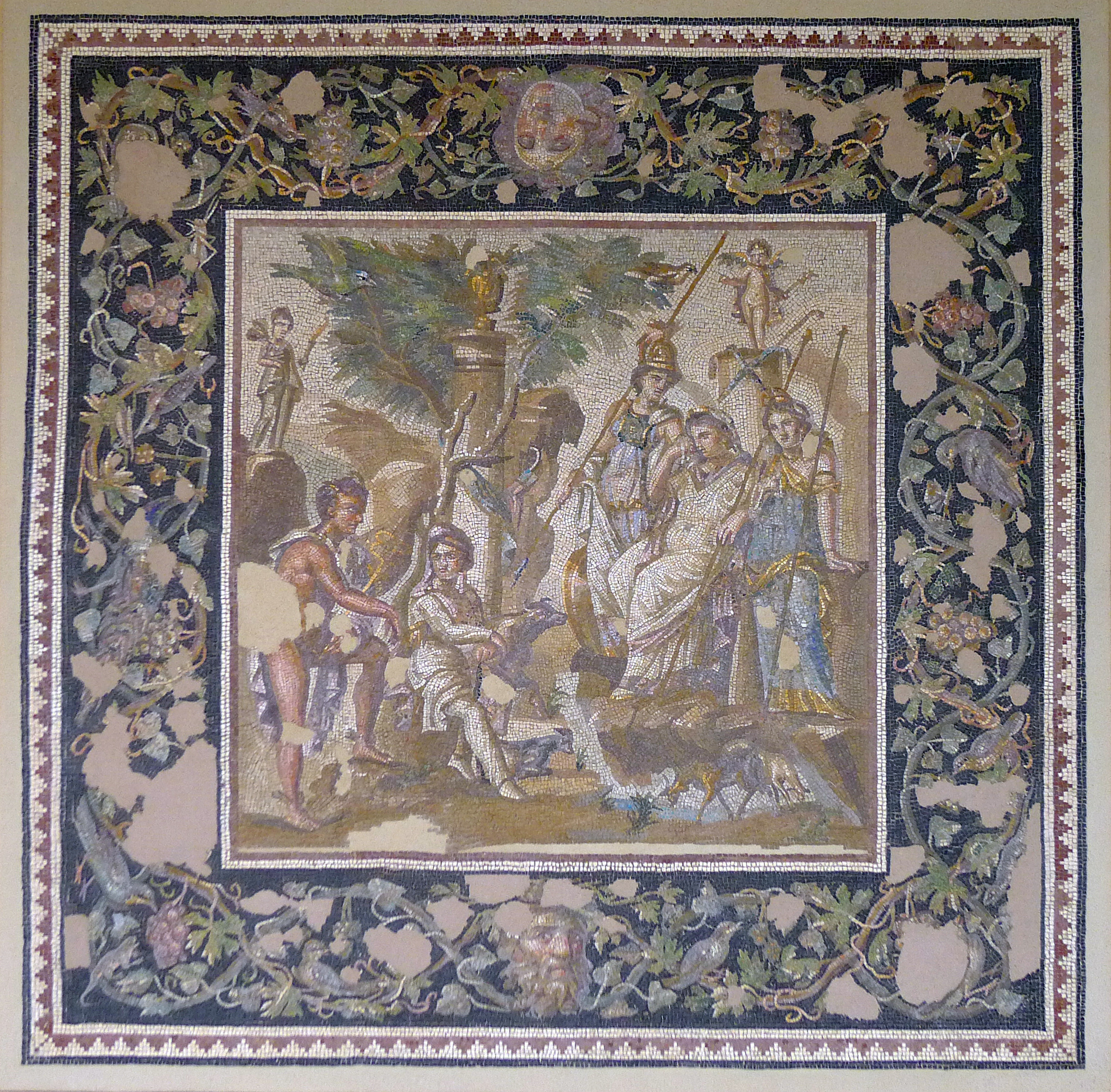
Le Jugement de Pâris. Marbre, calcaire et pâte de verre, 115-150 ap. J.-C, triclinium de la maison de l'Atrium à Antioche sur l'Oronte, Turquie (musée du Louvre).

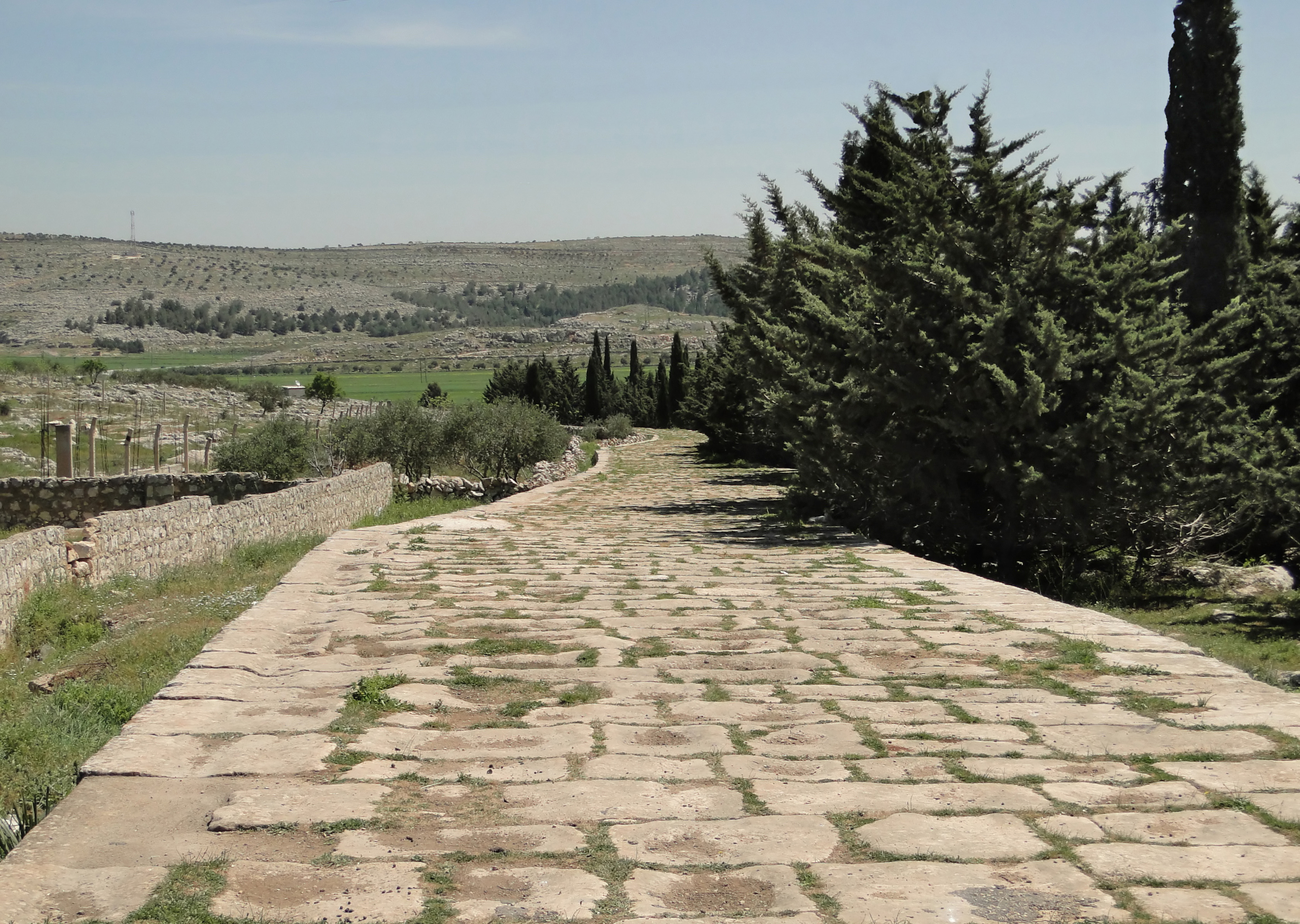
Ancienne voie romaine en Syrie qui reliait Antioche à Chalcis.

Après la conquête romaine en 64 av. J.-C. par Pompée, elle devient la capitale de la province de Syrie et, loin de s'affaiblir, conserve le surnom de « Couronne de l'Orient ». Sous le règne de Tibère, la ville est étendue vers le nord, reçoit une enceinte unique et son centre de gravité devient une avenue d'environ 30 mètres de largeur comportant 3 200 colonnes, presque parallèle à l'Oronte, séparant le quartier d'Épiphanie du reste de la cité, et offerte par Hérode le Grand. Antioche, troisième ville de l'Empire derrière Rome et Alexandrie, compte alors environ 500 000 habitants. Ce type d'urbanisme est ensuite imité par presque toutes les cités d'Orient. 
Ce décor, déjà exceptionnel, eut à souffrir du séisme de 37. Les monuments sont restaurés, et l’empereur Caïus César « Caligula » fait construire à Daphné des thermes avec leur aqueduc. Titus ajoute un théâtre à proximité. Dans Antioche, Domitien fait construire des thermes et un temple d’Asclépios, Trajan un nouveau pont, un cirque et d'autres thermes. Survient le séisme de 115 : Trajan en personne se trouve en ville et manque bien de recevoir le plafond sur la tête. Les destructions sont considérables ; Trajan puis Hadrien rebâtissent une ville plus somptueuse qu’avant. La grande colonnade, cœur commerçant de la cité, est entièrement refaite sur toute sa longueur par-dessus les gravats. La chaussée centrale avait alors une largeur de 9 m, les portiques latéraux une largeur presque équivalente, et les boutiques une profondeur de 4 m. C’est sous les portiques qu’on circulait, à l’abri du soleil et des intempéries ; la chaussée centrale était sans doute encombrée de marchandises et de petits stands démontables, dont au IVe siècle Libanios donna une évocation vivante. Hadrien fait construire deux temples, à Artémis et à Trajan divinisé. Entre 162 et 166, durant sa guerre contre les Parthes, Lucius Aurelius Verus séjourne surtout à Antioche, entouré d'une cour brillante. Son frère adoptif, Marc Aurèle fait restaurer des thermes, et construire le Nymphée, fontaine monumentale ornée comme un décor de théâtre. La ville avait pourtant soutenu l'usurpation d'Avidius Cassius. Marc Aurèle cependant ne prend pas de mesures de rétorsion autres que symboliques : il ne visite la ville qu'au retour de son voyage en Orient en 176. Son gendre Claudius Pompeianus était originaire de la cité. Commode fait construire de nouveaux thermes si monumentaux que l'empereur Caracalla s'en servit pour donner ses audiences, des temples à Zeus Olympien et à Athéna, et le Xystos qui était un stade couvert.
En 193-194, la cité prend parti pour son gouverneur Pescennius Niger au cours de la guerre civile qui l'oppose à Septime Sévère. Après la victoire de ce dernier, Antioche est punie, rétrogradée au rang de simple bourg du territoire de Laodicée (Lattaquié), mais recouvre rapidement son statut de cité et de capitale de la Syrie. Avec la multiplication des conflits entre l'Empire romain et l'Empire parthe, puis l'Empire sassanide, Antioche devient souvent résidence impériale et base arrière des campagnes romaines en Mésopotamie. Caracalla, Macrin, Héliogabale, Sévère Alexandre, Gordien III, Philippe l'Arabe, Valérien, Aurélien, Carus, Dioclétien, Galère et Maximin Daïa et Julien y séjournent.
Lors de l'invasion de la Syrie par les Perses sassanides de Shapur Ier en 252 la cité, dont un notable nommé Mariadès avait pris le contrôle, collabore un temps avec les Perses, qui se ravisent et la détruisent de fond en comble, déportant en Iran une grande partie de la population. Elle est reconstruite par Valérien, et peut-être reprise par les Perses en 260. Au IVe siècle, elle retrouve son importance, et est résidence impériale du César Constantius Gallus vers 350, qui fait régner dans la cité une atmosphère de terreur policière. Les Antiochiens étaient volontiers frondeurs, n'hésitant pas à critiquer les empereurs comme Julien qui y séjourne durant l'hiver 362/363. Les surnoms injurieux que lui infligent les Antiochiens l'irritent au point qu'il réplique par un discours pamphlet, le Misopogon. En 387, un nouvel impôt déclenche la « révolte des statues », durant laquelle la population renverse les statues de la famille impériale.

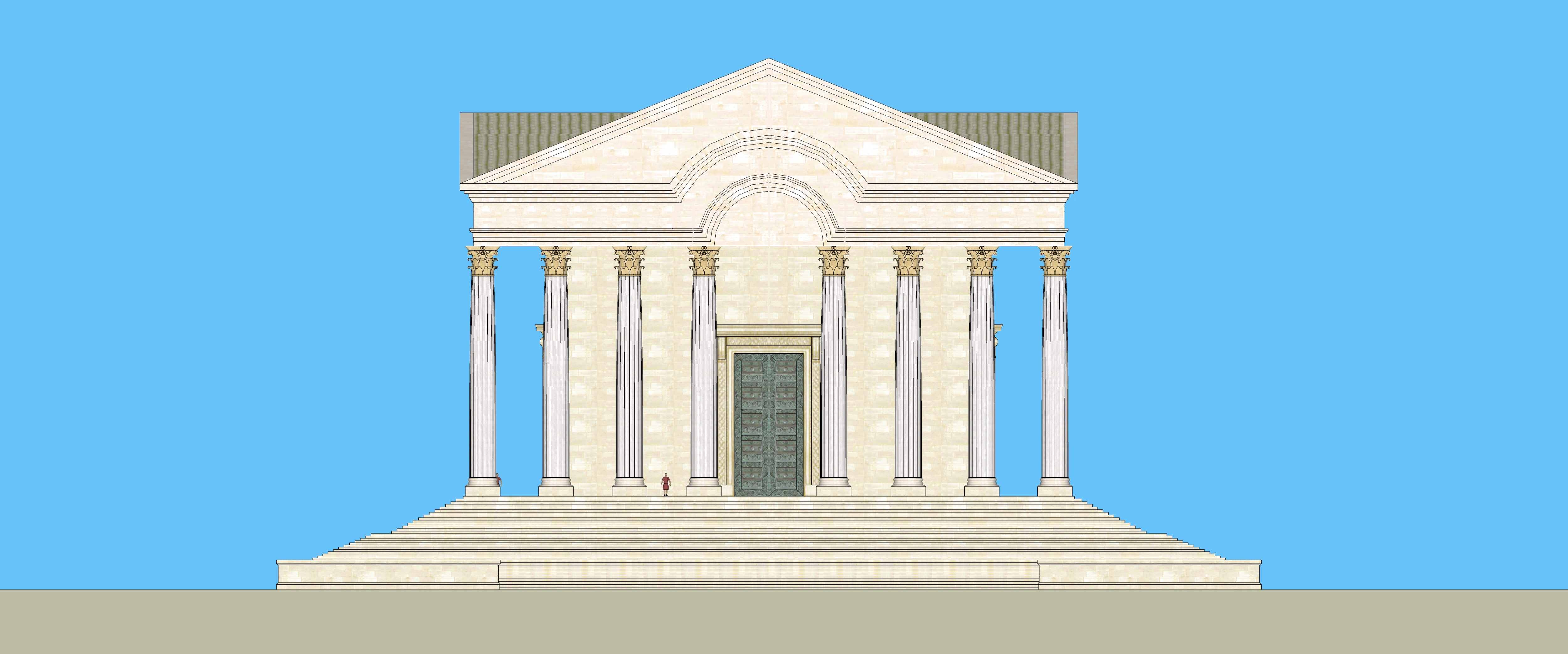
Proposition de restitution de l'élévation du Grand Temple d'Antioche sur l'Oronte
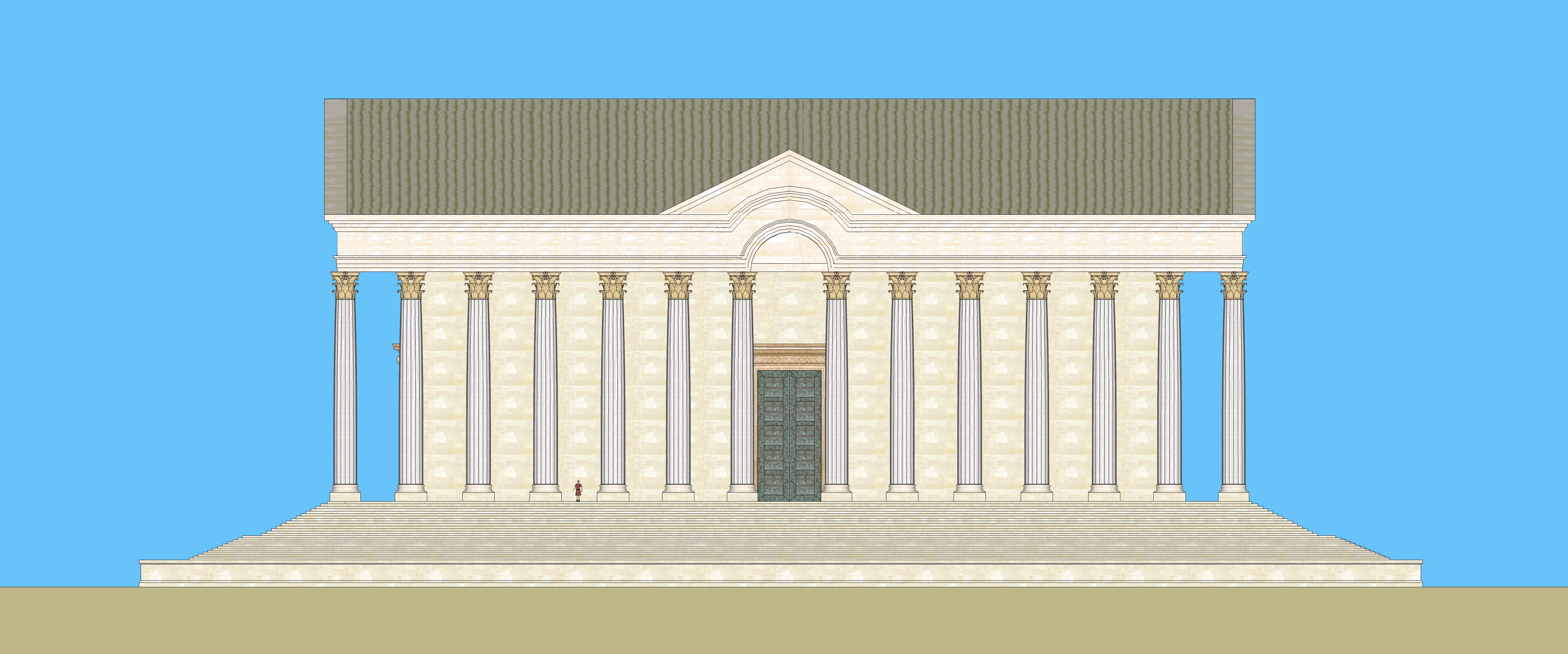
Proposition de restitution de l'élévation en longueur du Grand Temple d'Antioche sur l'Oronte
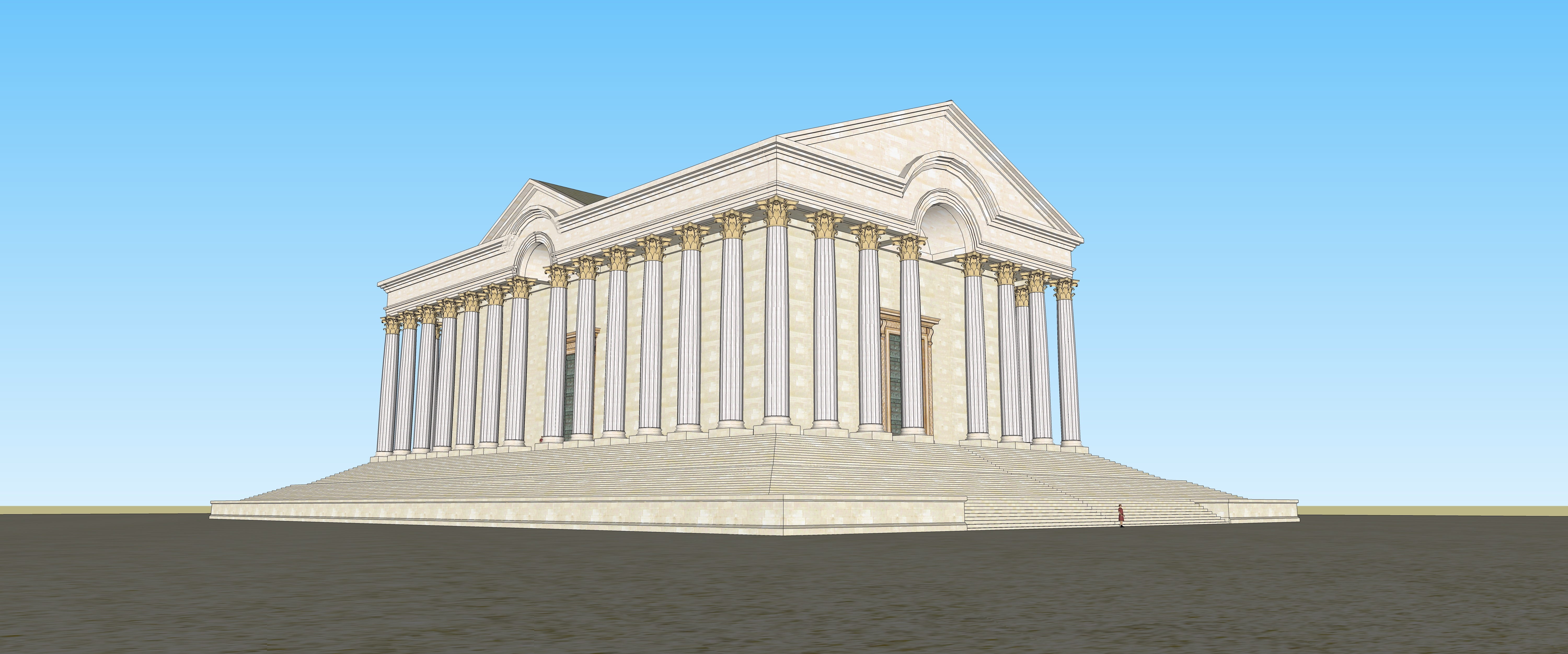
Proposition de restitution du Grand Temple d'Antioche sur l'Oronte

### Antioche chrétienne
Antioche — à ne pas confondre avec Antioche de Pisidie — est l'un des premiers appuis du christianisme naissant. Une communauté de fidèles du Christ s'y développe dès les premières années du christianisme et, selon les Actes des Apôtres (11, 26), c'est dans ce lieu que les disciples de Jésus reçoivent pour la première fois le nom de « chrétiens ».
Antioche est, très tôt, le siège d'un des patriarcats chrétiens d'Orient qui se réclame de l'apostolat de saint Pierre. La tradition en fait le premier évêque de la ville. Selon une tradition tardive, la Légende dorée, l'apôtre saint Pierre devient son premier évêque après avoir converti son prince. Au début du IIe siècle, l'Église d'Antioche est extrêmement organisée, avec saint Ignace pour évêque depuis l'an 69. Vers 270, les chrétiens d'Antioche se divisent, entre ceux soutenant leur évêque Paul de Samosate, qui nie la divinité du Christ et qui professe qu'il s'agit d'un homme envoyé par Dieu, et ceux qui font appel à l'arbitrage de l'empereur Aurélien pour le chasser de sa résidence épiscopale. Au IVe siècle, l'Église d'Antioche est considérée comme la plus importante de la chrétienté après Rome et Alexandrie. Elle est l'une des premières villes de l'Empire à construire une importante cathédrale (entre 327 et 341) avec coupole et mosaïques qui conservait les reliques de saint Julien d'Antioche. Saint Jean Chrysostome rapporte la charité des habitants d’Antioche, soucieux de secourir les chrétiens de Jérusalem, alors qu’une terrible famine les menaçait eux-mêmes,. Il souligne leur foi chrétienne au moment du Concile de Jérusalem avec la mission de Paul et Barnabé
L'importance religieuse d'Antioche diminue progressivement avec la montée de Constantinople et l'érection de Jérusalem en patriarcat. L'Église d'Antioche est affaiblie par les hérésies arienne (Concile d'Antioche de 324), puis nestorienne et monophysite.
Nonobstant cette décadence religieuse, aux IVe et Ve siècles, une brillante école théologique participe aux controverses théologiques de l'époque en soutenant en particulier l'interprétation littérale des textes de la Bible. Ses principaux représentants sont surtout Jean Chrysostome, Archevêque de Constantinople de 397 à 407 mais aussi Diodore, évêque de Tarse de 378 à 393, Théodore, évêque de Mopsueste de 392 à 428, Théodoret, évêque de Cyr de 423 à 460. Ils s'opposent principalement à l'école d'Alexandrie qui soutient l'interprétation allégorique de ces textes.

### Moyen Âge

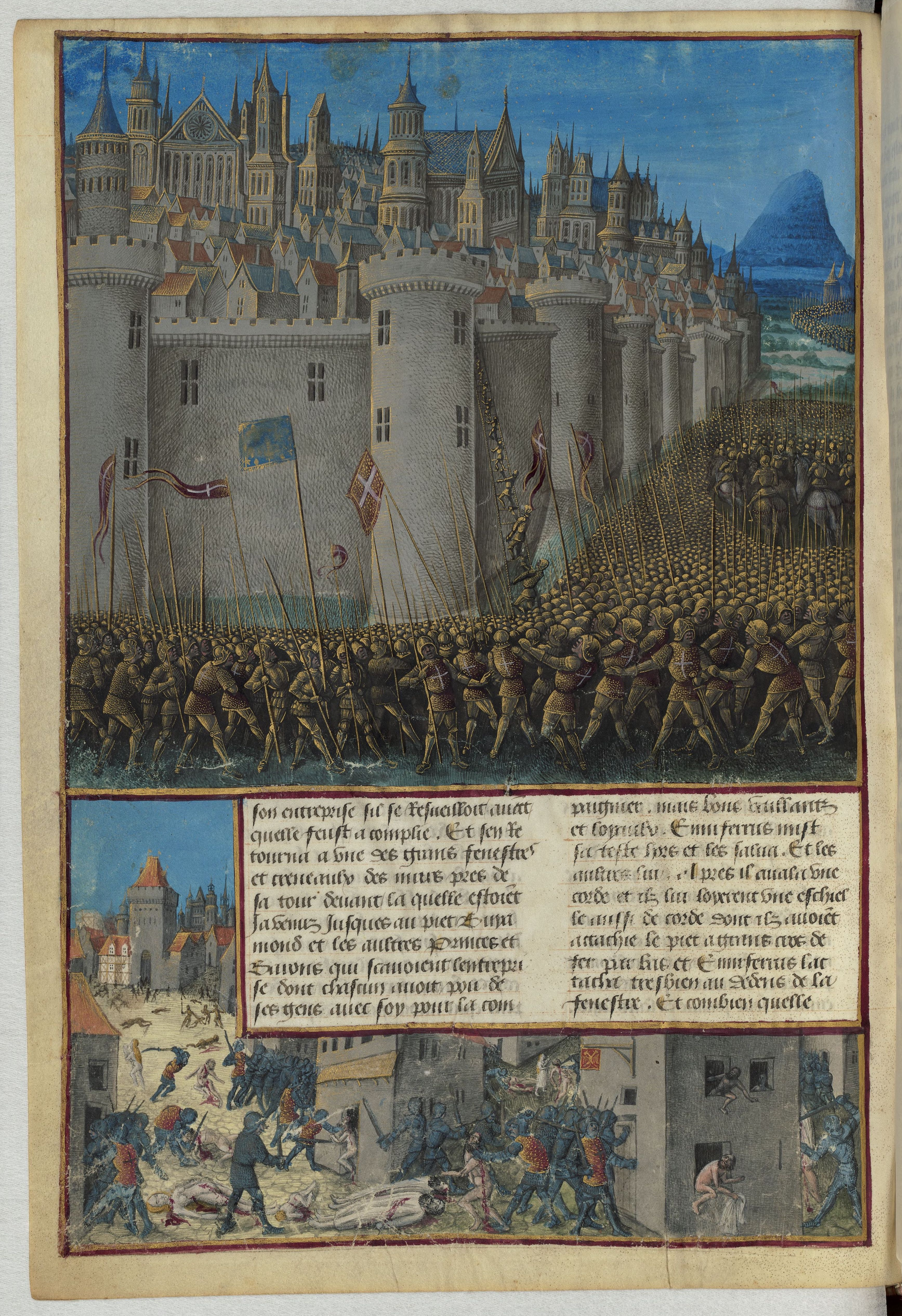
Prise d'Antioche par les croisés. Miniature de Jean Colombe tirée des Passages d'outremer de Sébastien Mamerot, BNF Fr 5594, f.59v.

La cité est détruite en grande partie par un tremblement de terre en 526, lequel aurait fait plus de 250 000 victimes, puis prise et pillée de nouveau par les Perses en 540 qui déportent une grande partie de sa population dans les environs d'Ecbatane. La ville est reconstruite par Justinien qui élève une nouvelle muraille, sur une superficie plus réduite, et la refonde sous le nom de Théoupolis (« Cité de Dieu »).
Conquise par les Perses sassanides en 614, reprise par Héraclius, elle est enlevée par les Arabes en 638 durant le califat d'Omar. Antioche redevient byzantine en 966 lors de la reconquête de Nicéphore Phocas. L'empereur byzantin Constantin Monomaque est originaire de la cité.
Un peu plus d'un siècle plus tard, en 1084, les Turcs seldjoukides s'en emparent.
La ville est conquise par les croisés le 2 juin 1098. Les chroniqueurs chrétiens racontent la famine et le cannibalisme des croisés pendant le siège de huit mois, puis les massacres et les viols après la prise de la ville par traîtrise. Les croisés en font la capitale d'une principauté au profit de Bohémond Ier de Tarente, fils aîné de Robert Guiscard. Après la victoire de Saladin à la bataille de Hattin (1187), cette principauté décline assez rapidement et se limite aux faubourgs d'Antioche. La ville est reprise et mise à sac par le sultan mamelouk Baybars en 1268. Sa chute annonce la fin de la présence croisée en Syrie.
À la suite de sa destruction par Baybars, la ville, devenue Antakya, décline en importance au profit d'Iskenderun et d'Alep.

## Monuments et autres lieux

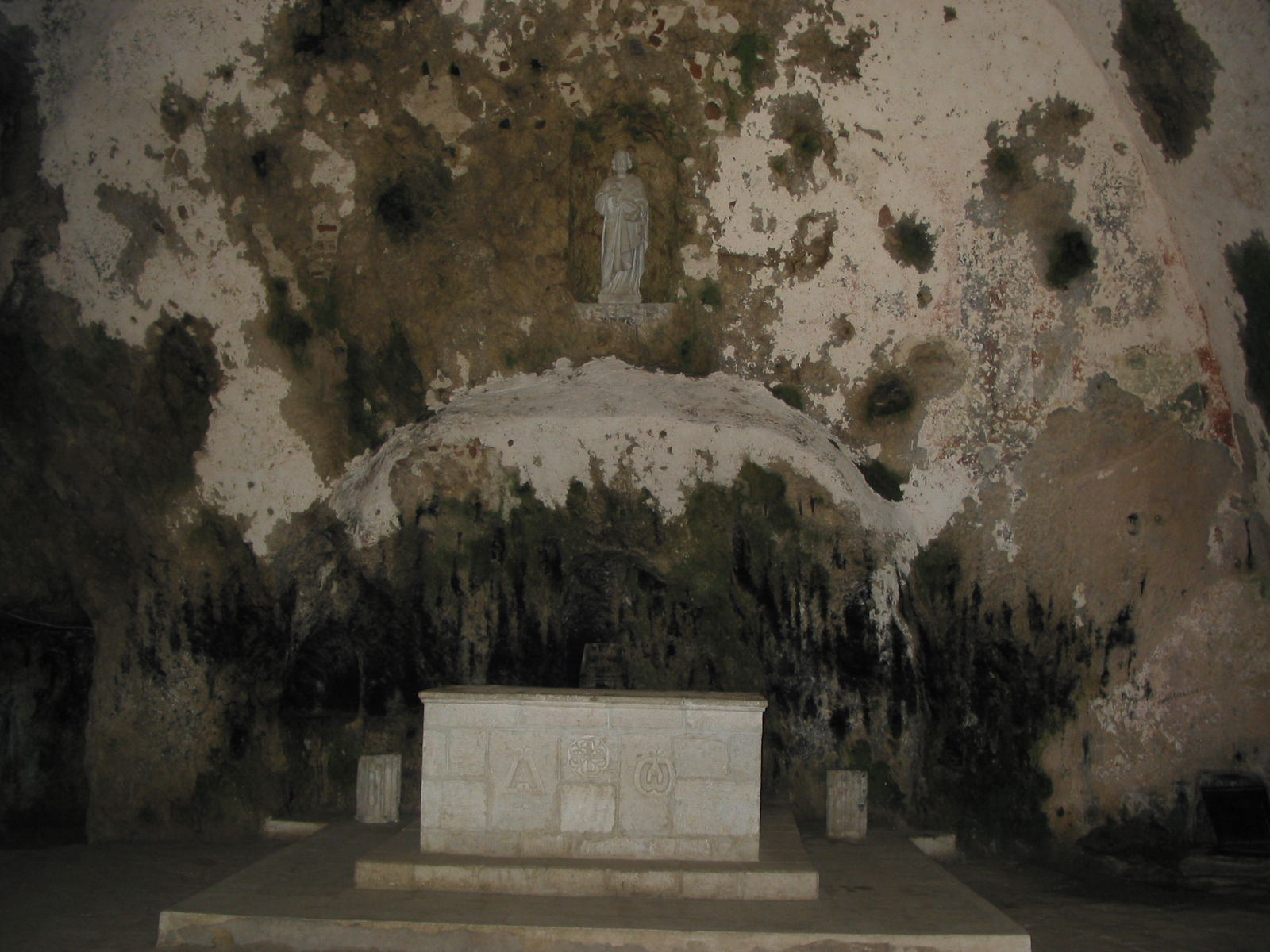
Autel de l’église Saint-Pierre.

- L'église Saint-Pierre est creusée dans la roche et est sans doute la première église chrétienne. Elle comporte un souterrain qui aurait permis aux premiers chrétiens de fuir en cas de persécutions.
- La grotte Beshikli abrite des tombeaux rupestres
- Le musée du Hatay, avec l'une des plus riches collection de mosaïques romaines
- La mosquée Habib-i Neccar, la plus vieille de Turquie
- Le bazar
- Le pont romain
- La citadelle séleucide qui domine la ville

## Natifs d'Antioche renommés
- Saint Maroun
- Saint Ignace d'Antioche
- Saint Flavien d'Antioche
- Saint Théophile d'Antioche
- Saint Dorothée
- Saint Éphrem d'Antioche
- Saint Lucien d'Antioche
- Saint Romain d'Antioche
- Saint Jean Chrysostome
- Saint Cyr d'Antioche
- Sainte Pélagie d'Antioche
- Aphthonios, rhéteur du IIIe siècle apr. J.-C.
- Libanios, rhéteur du IVe siècle apr. J.-C.
- Ammien Marcellin, historien latin
- Jean Malalas, historien grec
- le pape Jean V
- le pape Évariste
- Marie d'Antioche
- Georges d'Antioche